# National Geographic Society
A National Geographic Society (em português Sociedade Geográfica Nacional) foi fundada nos Estados Unidos em 27 de janeiro de 1888 por 33 homens interessados em "organizar uma sociedade para o incremento e a difusão do conhecimento geográfico". Começaram a discutir a formação da sociedade duas semanas antes, em 13 de janeiro de 1888. Gardnier Greene Hubbard se converteu no primeiro presidente, e seu genro, Alexander Graham Bell foi seu sucessor. Seu propósito era divulgar e melhorar o conhecimento geral da geografia e do mundo entre o público geral. Para este fim, realiza viagens de exploração e publica mensalmente uma revista, National Geographic.

## A revista

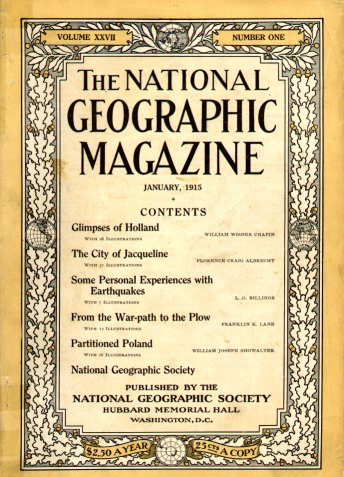
Capa da edição de janeiro de 1915

A The National Geographic Magazine, mais tarde reduzida a National Geographic, foi publicada pela primeira vez nove meses depois da fundação da sociedade. Se tem convertido em uma das revistas mais conhecidas ao redor do mundo e é facilmente reconhecida por sua característica moldura amarela.
É uma publicação mensal, embora ocasionalmente se tenham realizado edições especiais. Além dos artigos sobre diversos lugares, história de cada canto do planeta, a revista é reconhecida amplamente por sua qualidade editorial com ótimas fotografias, o que a torna uma das melhores publicações gráficas do mundo. Inclusive publicou fotografias a cores no começo do século XX, quando esta tecnologia era incipiente. A revista National Geographic é publicada atualmente em 32 idiomas em muitos países ao redor do mundo.
Também é muito conhecida pelos frequentes mapas detalhados que oferece sobre as regiões que visita. Inclusive os arquivos dos mapas da Sociedade têm sido utilizados pelo governo dos Estados Unidos nos momentos que seus recursos cartográficos eram limitados. Os assinantes da revista tendem a colecioná-las (a grande parte de outras revistas são descartadas depois de ter sido lidas) e podem adquirir caixas especiais para guardá-las por ano.
Até 1960, as capas só continham texto. Somente após aquele ano, fotos começaram a ser publicadas na capa frontal.
A foto de capa de uma edição de 1984 foi o rosto de uma jovem de belos olhos, refugiada do Afeganistão. Sua imagem ficou mundialmente famosa. Depois da invasão liderada pelos Estados Unidos a esse país, realizou-se uma busca da jovem. Identificada em 2002 como Sharbat Gula, sua história foi contada na edição de março de 2003 da revista.
Em 1995, a National Geographic começou a publicar em japonês, e foi a primeira edição no idioma local. Actualmente a revista é publicada em diversos idiomas, incluindo japonês, espanhol, hebreu, grego, italiano, francês, alemão, polaco, coreano, português (em Portugal e no Brasil, com as respectivas versões.), chinês, tcheco, romeno, russo e neerlandês.

## Outras publicações
The National Geographic School Bulletin é uma revista similar a National Geographic, porém orientada aos jovens em idade escolar. Foi publicada durante o ano letivo desde 1919 até 1975, quando foi substituída pela National Geographic World. Em 1984 a sociedade criou a "National Geographic Traveler", que foi seguida en 1999 pela "National Geographic Adventure Magazine" e em 2001 pela "National Geographic for Kids".
A sociedade também publica mapas, atlas e numerosos livros.

## Televisão
A National Geographic Society também tem explorado o uso da televisão como um meio para levar as viagens de seus correspondentes e seus programas de interesses educacionais, culturais e científicos até aos lares das pessoas. Os programas especiais da National Geographic se têm transmitido durante muitos anos nos Estados Unidos pela PBS, a televisão aberta. Os programas televisivos começaram em 1964 na CBS, para mudar para ABC em 1973 e finalmente para a PBS (1975). Em setembro de 1997, a sociedade lançou seu próprio canal televisivo, o National Geographic Channel que se pode ver por via cabo ou via satélite.

## Fotógrafos da National Geographic
- Steve McCurry
- David Allan Harvey
- Sam Abell
- Jodi Cobb
- William Albert Allard
- Susan A. Smith
- Chris Jonhs
- Michael Nichols

## Apoio a investigações e projetos

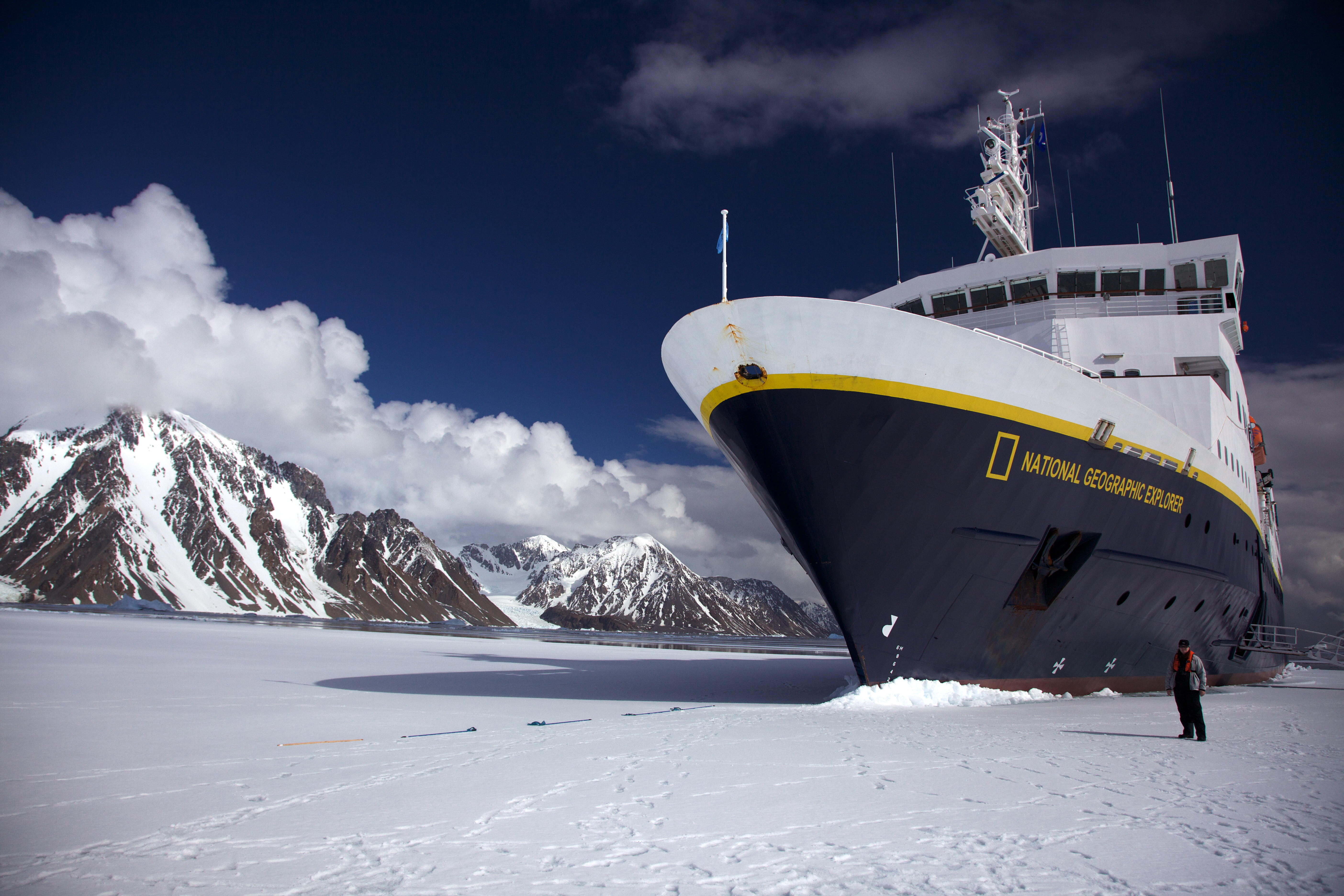

A sociedade tem ajudado como patrocinadora de muitas expedições e projetos de investigação através dos anos, incluindo:
- Dian Fossey - gorilas da montanha.
- George Bass - Arqueologia submarina.
- Gustavus McLeod - Primeiro voo ao Polo Norte em avião de cabine aberta.
- Hiram Bingham - Escavações em Machu Picchu.
- Ian Baker - Descobrimento das cascatas de Tsangpo Gorge, no Tibete.
- Jacques-Yves Cousteau - Exploração submarina.
- Jane Goodall - Estudos sobre chimpanzés.
- Lee Berger - As marcas mais antigas do homem moderno.
- Louis e Mary Leakey - Descoberta do fóssil de Zinjanthropus, com mais de 1,75 milhões de anos.
- Paul Sereno - Dinossauros.
- Richard E. Byrd - Primeiro voo sobre o Polo Sul.
- Robert Ballard - Titanic.
- Robert Peary e Matthew Henson - Expedição ao Pólo Norte.
- Xu Xing - Descobrimento dos fósseis de dinossauros na China com características desconhecidas.

A sociedade patrocina muitos projetos sociais, como AINA, uma organização em Cabul dedicada ao desenvolvimento de meios de comunicação independentes no Afeganistão. Também patrocina The National Geographic Bee, um concurso anual de geografia para estudantes de escolas médias dos Estados Unidos.
Por tudo isto, em 2006 foi premiada com o Prêmio Príncipe das Astúrias de Comunicação e Humanidades.